# Saison 1 d'Esprits criminels
Chronologie
Saison 2
Cet article présente les vingt-deux épisodes de la première saison de la série télévisée américaine Esprits criminels (Criminal Minds).

## Distribution

### Acteurs principaux
- Thomas Gibson (VF : Julien Kramer) : Agent Spécial superviseur Aaron « Hotch » Hotchner Chef d'unité (22/22)
- Lola Glaudini (VF : Julie Dumas) : Agent Spéciale Ellie Greenaway (22/22)
- Mandy Patinkin (VF : Patrick Floersheim) : Agent Spécial Jason Gideon (22/22)
- Shemar Moore (VF : David Kruger) : Agent Spécial Derek Morgan (22/22)
- Matthew Gray Gubler (VF : Taric Mehani) : Agent Spécial Dr Spencer Reid (22/22)
- Andrea Joy Cook (VF : Véronique Picciotto) : Agent Spéciale Jennifer « J.J. » Jareau Agent de liaison avec les médias (20/22)

### Acteurs récurrents
- Kirsten Vangsness (VF : Laëtitia Lefebvre) : Penelope Garcia, Technicienne informatique (21/22)
- Meredith Monroe (VF : Barbara Delsol) : Haley Hotchner (5/22)

### Invités
- Amber Heard (VF : Céline Mauge) : Lila (épisode 18)
- Ian Anthony Dale (VF : Cédric Dumond) : inspecteur Owen Kim (épisode 18)
- Peter Jacobson (VF : Michel Mella) : Michael Ryer (épisode 18)
- Katheryn Winnick (VF : Barbara Kelsch) : Maggie Lowe (épisode 18)
- Jason Olive (VF : Axel Kiener) : Parker Dunley (épisode 18)
- Jackie Geary (VF : Nathalie Régnier) : Pinky Robertson (épisode 18)
- George Perez (VF : Philippe Bozo) : Miguel Trejo (épisode 19)
- Carlos Gómez (VF : Marc Alfos) : le capitaine Navarro (épisode 19)
- Carlos Sanz (VF : Tony Joudrier) : le lieutenant Borquez (épisode 19)
- Andres Hudson (VF : Tanguy Goasdoué) : Roberto (épisode 19)
- Jane Lynch (VF : Marie-Laure Beneston) : Diana Reid (épisode 22)

## Production
La première saison de la série est composée de 22 épisodes et est diffusé du 22 septembre 2005 au 10 mai 2006 sur CBS.
En France, la série est diffusée du 28 juin 2006 au 30 août 2006 sur TF1.

## Épisodes

### Épisode 1:Les Profilers
- États-Unis : 22 septembre 2005 sur CBS
- Canada : septembre 2005 sur CTV[1]
- France : 28 juin 2006 sur TF1
- Belgique : 26 juillet 2006 sur RTL-TVI
- Québec : 16 avril 2008 sur TVA / Mystère
- Suisse : date inconnue sur RTS Un

- États-Unis : 19,57 millions de téléspectateurs

- Kirsten Vangsness (Penelope Garcia)
- Meredith Monroe (Haley Hotchner)
- Andrew Jackson (Timothy Vogel)
- Geoffrey Lewis (David Woodland)
- Malcolm Stewart (Warden)
- Chelah Horsdal (Heather Woodland)
- DJ Qualls (Richard Slessman)
- Joanne Whalley (Karen Donovan)
- Lukas Haas (Caissier de la station-service / « le Bandit de grand chemin »)

- D'introduction : « La croyance en une origine surnaturelle du mal n'est pas nécessaire. Les hommes sont à eux seuls capables des pires atrocités. » de Joseph Conrad.
- De conclusion : « Si vous regardez longtemps au fond des abysses, les abysses voient au fond de vous. » de Friedrich Nietzsche.
- « Tout est mystère, et la clé d’un mystère est un autre mystère. » de Ralph Waldo Emerson.
- « Plus loin on regarde vers le passé, plus loin on voit vers l'avenir. » de Winston Churchill.
- « Essaye encore, échoue encore : échec profitable. » de Samuel Beckett.
- « N'essaie rien : fais-le ou ne le fais pas. » de Yoda.

### Épisode 2:Par feu et par flammes
- États-Unis : 28 septembre 2005 sur CBS
- France : 28 juin 2006 sur TF1

- États-Unis : 10,57 millions de téléspectateurs

- AJ Cook (J.J)
- Jennifer Hall (Clara)
- Bob Jesser (Professeur Wallace)
- Evan Lee Dahl (Jeremy)
- Sage Mears (1er Étudiant)
- Kristen Caldwell (2e Étudiant)
- Rolando Millet (Garde de sécurité du campus)
- Lukas Haas (Caissier de la station-service / « le Bandit de grand chemin »)

- D'introduction 1 : « Sur les lieux d'un crime, il y a des éléments qui de par leur nature ne pourront jamais être répertoriés ou examinés. Des éléments comme l'amour, la rage, la haine et la peur. » de James Reese (en).
- D'introduction 2 : « L'imagination est plus importante que la connaissance, car la connaissance est limitée, tandis que l'imagination englobe le monde entier. » de Albert Einstein.
- De conclusion : « Ne vous souciez pas d'être meilleur que vos contemporains ou vos prédécesseurs, essayez d'être meilleur que vous-même. » de William Faulkner.

### Épisode 3:La Machine infernale
- États-Unis : 5 octobre 2005 sur CBS
- France : 28 juin 2006 sur TF1

- États-Unis : 11,98 millions de téléspectateurs

- Kirsten Vangsness (Pénélope Garcia)
- Tom Virtue (Gil Clurman)
- Jay Acovone (Détective Morrison)
- Tim Kelleher (Adrian Bale)
- Emily Wagner(Jasmine Weiner)
- Maria Quiban (Rosalie Escoba)
- Caryn West (Mme Clurman)

- D'introduction : « Presque toute l'absurdité du comportement émane du désir d'imiter ceux à qui l'on ne peut ressembler. » de Samuel Johnson.

### Épisode 4:Les Yeux dans les yeux
- États-Unis : 12 octobre 2005 sur CBS
- France : 5 juillet 2006 sur TF1

- États-Unis : 13,76 millions de téléspectateurs

- Daniel Zacapa (Capitaine Griffith)
- Brian Appel (Employé)
- Sunkrish Bala (Jordan)
- Keith Diamond (Inspecteur Cornelius Martin)
- Kelley West (Shelly)
- Albert Malafronte (Bill Gordon)

- D'introduction : « N'oubliez pas que je ne peux pas voir qui je suis, et que mon rôle se limite à être celui qui regarde dans le miroir. » de Jacques Rigaut.
- De conclusion : « Les oiseaux chantent après la tempête. Pourquoi les gens ne seraient-ils pas eux aussi libres de se délecter des jours ensoleillés qu'ils leur restent à vivre. » de Rose Kennedy.

### Épisode 5:Sœurs jumelles
- États-Unis : 19 octobre 2005 sur CBS
- France : 5 juillet 2006 sur TF1

- États-Unis : 12,79 millions de téléspectateurs

- Elisabeth Harnois (Trish Davenport/Cheryl Davenport)
- Robin Thomas (Procureur Evan Davenport)
- Matt Letscher (Agent Vincent Shyer)
- Matt Newton (Jordan)
- Jeremy Brandt (Assistant)
- Yeni Alvarez (2e Assistant)

- D'introduction : « Lorsqu’un grand homme est blessé, tous ceux qui prétendent être grands doivent souffrir avec lui. » d'Euripide.
- De conclusion : « Les amours, quand ils fondent sur eux avec trop de violence, n’apportent ni bon renom, ni vertu aux hommes. » d'Euripide.

### Épisode 6:L'Homme à l'affût
- États-Unis : 26 octobre 2005 sur CBS
- France : 5 juillet 2006 sur TF1

- États-Unis : 16,22 millions de téléspectateurs

- Kirsten Vangsness (Pénélope Garcia)
- Timothy Omundson (Phillip Dowd)
- Anthony John Denison (Weigart)
- Paula Newsome (Inspecteur Shea Clavin)
- Marcus Giamatti (Dr Barry Landman)
- Tim Halligan (Dr Erstadt)

- D'introduction : « L'absurdité d'une chose n'est pas une raison contre son existence, c'en est plutôt une condition. » de Friedrich Nietzsche.
- De conclusion : « Rien n'est plus commun que le désir d'être remarquable. » de William Shakespeare.

### Épisode 7:Une affaire de famille
- États-Unis : 9 novembre 2005 sur CBS
- France : 12 juillet 2006 sur TF1

- États-Unis : 15,09 millions de téléspectateurs

- Kirsten Vangsness (Pénélope Garcia)
- Abraham Benrubi (Frank Fielding)
- Bonita Friedericy (Dr Rachel Howard)
- Tony Todd (Eric Miller)
- Neal Jones (Karl Arnold)

- D'introduction : « Il faut prendre les renards à leur propre jeu. » de Thomas Fuller (en).

### Épisode 8:Cruauté sans limites
- États-Unis : 16 novembre 2005 sur CBS
- France : 26 juillet 2006 sur TF1

- États-Unis : 14,36 millions de téléspectateurs

- Kirsten Vangsness (Pénélope Garcia)
- Patrick Kilpatrick (Vincent Perotta)
- Joseph Sikora (Jimmy Baker)

- D'introduction : « Aucune chasse ne vaut la chasse à l’homme, et ceux qui ont longtemps chassé des hommes armés, qui ont aimé ça... ne trouvent plus jamais saveur à autre chose. » d'Ernest Hemingway.
- De conclusion : « Un homme sain ne torture pas ses semblables, en général ce sont les victimes qui se changent en bourreaux. » de Carl Gustav Jung.

### Épisode 9:Le Septième passager
- États-Unis : 23 novembre 2005 sur CBS
- France : 9 août 2006 sur TF1

- États-Unis : 12,83 millions de téléspectateurs

- Kirsten Vangsness (Pénélope Garcia)
- Chris Bauer (Dr Theodore "Ted" Bryan)
- Jeff Kober (Léo)
- Susan Gibney (Linda Deaton)
- M. C. Gainey (Moretti)

- D'introduction : « Une croyance n'est pas seulement une idée que l'esprit possède, c'est une idée qui possède l'esprit. » de Robert Bolt.
- De conclusion : « Une question parfois me laisse perplexe : est-ce moi ou les autres qui sont fous ? » d'Albert Einstein.

### Épisode 10:La Face cachée du Diable
- États-Unis : 30 novembre 2005 sur CBS
- France : 19 juillet 2006 sur TF1

- États-Unis : 15,56 millions de téléspectateurs

- Kirsten Vangsness (Pénélope Garcia)
- Matt Bennett (Adam Lloyd)
- Michael McGrady (Shérif Bridges)
- Will Rothhaar (Cory Bridges)
- Shanna Collins (Brandy)
- Aaron Paul (Michael Zizzo)

- D'introduction : « Une surabondance de rêves s’accompagne malheureusement d’un nombre croissant de cauchemars. » de Peter Ustinov.
- De conclusion : « Les idéologies nous séparent, rêves et angoisses nous rapprochent. » d'Eugène Ionesco.

### Épisode 11:Soif de sang
- États-Unis /  Canada : 14 décembre 2005 sur CBS / CTV
- France : 16 août 2006 sur TF1

- États-Unis : 15,23 millions de téléspectateurs
- Canada : 1,308 million de téléspectateurs[2]

- Mark Rolston (Sheriff Hall)
- Lindsay Crouse (Mary Mays)
- Rhonda Aldrich (Annie Stuart)
- Brian Turk (Jess Maynor)
- Kris Lemche (Eddy Mays)

- De conclusion : « Les larmes les plus amères que l’on verse sur les tombes, viennent des mots que l’on n’a pas dits et des choses que l’on n’a pas faites. » d'Harriet Beecher Stowe.

### Épisode 12:Traque sans merci
- États-Unis : 11 janvier 2006 sur CBS
- France : 19 juillet 2006 sur TF1

- États-Unis : 15,92 millions de téléspectateurs

- Kirsten Vangsness (Pénélope Garcia)
- Tracey Needham (Marilyn Copeland)
- Judith Scott (Charlotte Russet)
- Ned Vaughn (Donald Curtis)
- Skyler Gisondo (1er Garçon)

- D'introduction : « Le mal n'est jamais spectaculaire. Il a toujours forme humaine. Il partage notre lit et mange à notre table. » de W. H. Auden.
- De conclusion : « Ne mesurez le travail qu'une fois la journée terminée, et l'ouvrage accompli. » d'Elizabeth Barrett Browning.

### Épisode 13:Doses mortelles
- États-Unis : 18 janvier 2006 sur CBS
- France : 26 juillet 2006 sur TF1

- États-Unis : 14,65 millions de téléspectateurs

- Kirsten Vangsness (Pénélope Garcia)
- Nestor Serrano (Inspecteur Hanover)

- D'introduction : « Ce qui chez les uns est nourriture, se révèle pour d'autres un amer poison. » de Lucrèce.
- De conclusion : « Celui qui recherche la vengeance devrait commencer… par creuser deux tombes. » de Confucius.

### Épisode 14:Requiem
- États-Unis : 25 janvier 2006 sur CBS
- France : 2 août 2006 sur TF1

- États-Unis : 14,1 millions de téléspectateurs

- Jeanetta Arnette (en) (Sarah Jean Mason)
- Jon Barton (Chef du SWAT)
- Roger Aaron Brown (Directeur Charles Diehl)
- Cher Calvin (en) (Lara Sedgwick)
- Ren Casey (Byron Sheffield / Riley Dawes)
- Rachel Nicole Hamilton (Fille sanglotante)
- David A. Kimball (Frank Sheffield)
- Cynthia Lamontagne (Becky)
- Michael Massee (Jacob Dawes)
- Michael B. Silver (Sam Shapiro)
- Constance Towers (Deb Mason)
- Kirsten Vangsness (Penelope Garcia)

- D'introduction : « Quel que soit celui qui verse le sang de l'homme, par l'homme son sang sera versé. » dans la Genèse, chapitre IX, verset 6.
- De conclusion : « Ce que nous faisons pour nous même disparaît avec nous. Ce que nous faisons pour les autres et le monde est immortel et demeure. » d'Albert Pike.

- Le titre original de l'épisode constitue une référence évidente à la musique Ride the Lightning du groupe de thrash metal américain Metallica. Il existe en fait un parallèle entre les paroles de cette chanson qui évoquent le point de vue d'un innocent sur la chaise électrique et le sort de Sarah Jean au cours de l'épisode. De plus, Jacob Dawes s'adresse à un moment à cette dernière en lui disant : « Gonna ride the lightning » (« On va chevaucher l'éclair »)

### Épisode 15:20 ans après…
- États-Unis : 1er mars 2006 sur CBS
- France : 2 août 2006 sur TF1

- États-Unis : 11,72 millions de téléspectateurs

- Marc Gomes (Inspecteur Santangelo)
- Geoffrey Pierson (Max Ryan)

- D'introduction : « Ce sont ceux avec qui nous vivons, que nous aimons et que nous devrions connaître, qui nous échappent. » de Norman Maclean.
- De conclusion : « À la fin ce ne sont pas les années écoulées dans votre vie qui comptent, mais la vie qui a inondé vos années. » d'Abraham Lincoln.

### Épisode 16:La Voix des sages
- États-Unis /  Canada : 8 mars 2006 sur CBS / CTV
- France : 9 août 2006 sur TF1

- États-Unis : 15,27 millions de téléspectateurs
- Canada : 1,761 million de téléspectateurs[3]

- Gregory Norman Cruz (John Blackwolf)
- Chad Allen (Jackson Cally)
- Eric Johnson (Sean)
- Chris Ellis (Sheriff Rhodes)
- Robert Curtis Brown (Peter Greisen)
- Skyler Shaye (Ingrid Greisen)

- D'introduction : « L'individu a toujours dû lutter pour ne pas se faire écraser par les membres de la tribu. » de Friedrich Nietzsche.
- De conclusion : « De nombreux chemins mènent en haut de la montagne. » Dicton Apache.

### Épisode 17:Coupables victimes
- États-Unis : 22 mars 2006 sur CBS
- France : 9 août 2006 sur TF1

- États-Unis : 13,03 millions de téléspectateurs

- Dennis Boutsikaris (Lance Wagner)
- Ethan Phillips (Doyle)

- D'introduction : « Le meurtre est unique parce qu'il supprime la personne qu'il touche. C'est donc à la société de prendre la place de la victime pour demander en son nom que justice soit faite ou que le pardon soit accordé. » de W. H. Auden.
- De conclusion :
  - « Mieux vaut être violent, lorsque la violence emplit notre cœur, que de revêtir le manteau de la non-violence pour dissimuler notre impuissance. » de Gandhi.
  - « Je m'oppose à la violence parce que lorsqu'elle semble engendrer le bien, le bien qui en résulte n'est que transitoire tandis que le mal produit est permanent. » de Gandhi.

### Épisode 18:Crimes à la une
- États-Unis : 29 mars 2006 sur CBS
- France : 16 août 2006 sur TF1

- États-Unis : 12,54 millions de téléspectateurs

- Amber Heard (Lila Archer)
- Peter Jacobson (Michael Ryer)
- Katheryn Winnick (Maggie Lowe)
- Melanie Mayron (Becka Doyle)
- Jason Olive (en) (Parker Dunley)
- Ian Anthony Dale (Inspecteur Owen Kim)

- D'introduction : « Une photographie est un secret sur un secret. Plus elle vous en dit, moins vous en savez. » de Diane Arbus.
- De conclusion : « L'Américain n’a aucun sens de la vie privée, il ne sait pas ce que ça veut dire. C’est quelque chose qui n’existe pas dans ce pays. » de George Bernard Shaw.

### Épisode 19:Meurtres au féminin
- États-Unis : 12 avril 2006 sur CBS
- France : 23 août 2006 sur TF1

- États-Unis : 11,76 millions de téléspectateurs

- Meredith Monroe (Haley Hotchner)
- Carlos Gomez (Capitaine Navarro)
- Norma Maldonado (Maria Sanchez)

- D'introduction : « D’autres choses peuvent nous changer, mais nous commençons et finissons avec la famille. » d'Anthony Brandt.
- De conclusion : « La maison ne repose pas sur le sol, mais sur une femme. » Proverbe mexicain.

### Épisode 20:Un tueur sans visage
- Canada : 18 avril 2006 sur CTV
- États-Unis : 19 avril 2006 sur CBS
- France : 23 août 2006 sur TF1

- États-Unis : 13,53 millions de téléspectateurs
- Canada : 1,399 million de téléspectateurs[4]

- Andy Comeau (Mark Gregory)
- Robert Pine (Doug Gregory)
- Michael W. Catlin (Hank Bloomberg)

- D'introduction : « Certains n'emploient les paroles que pour déguiser leurs pensées. » de Voltaire, extrait du Dialogue du chapon et de la poularde.
- De conclusion : « Nous sommes si accoutumés à nous déguiser aux autres qu’à la fin, nous nous déguisons à nous même. » de François de La Rochefoucauld, extrait des Réflexions ou sentences et maximes morales.

### Épisode 21:Les Témoins du secret
- Canada : 2 mai 2006 sur CTV
- États-Unis : 3 mai 2006 sur CBS
- France : 30 août 2006 sur TF1

- États-Unis : 12,17 millions de téléspectateurs
- Canada : 1,404 million de téléspectateurs[5]

- Kirsten Vangsness (Pénélope Garcia)
- Devika Parikh (Olivia Hopkins)
- Lisa Vidal (Gina Sanchez)
- Ray Baker (Bruno Hawks)
- Jack Conley (John Summers)

- D'introduction : « Quiconque prétend s’ériger en juge de la vérité et du savoir s’expose à périr sous les éclats de rire des dieux. » d'Albert Einstein.
- De conclusion : « Dans ces temps de tromperie universelle, dire la vérité devient un acte révolutionnaire. » de George Orwell.

### Épisode 22:La Quête, première partie
- Canada : 9 mai 2006 sur CTV[6]
- États-Unis : 10 mai 2006 sur CBS
- France : 30 août 2006 sur TF1

- États-Unis : 12,67 millions de téléspectateurs (première diffusion)

- Meredith Monroe (Haley Hotchner)
- Kirsten Vangsness (Penelope Garcia)
- Brian Appel (Anderson)
- Jane Lynch (Diana Reid)
- Charles Haid (le « Roi pêcheur » / Randall Garner)

- D'introduction : « Personne n'a autant besoin de vacances que celui qui vient d'en prendre. » d'Elbert Hubbard.